# IC 184
IC 184 — галактика типу Sa (спіральна галактика) у сузір'ї Кит.
Цей об'єкт міститься в оригінальній редакції індексного каталогу.